# Rajon Ak-Suu
Der Rajon Ak-Suu ist ein Rajon in Kirgisistan. Er ist dem Oblus Yssyk-Köl untergeordnet. Verwaltungssitz ist Teplokljutschenka.

## Geographie
Der Bezirk liegt am östlichen Ende Kirgisistans und grenzt im Norden an das Gebiet Almaty in Kasachstan und im Osten an die Präfektur Aksu des Uigurischen Autonomen Gebiets Xinjiang in China. An dieser Grenze liegen zwei der höchsten Berge Kirgisistans, der Dschengisch Tschokusu (Pik Pobeda) und der Khan Tengri. Etwa 93 % des Bezirks sind von Bergen und 7 % von Tälern eingenommen. Durch den Rajon fließen u. a. die Flüsse Ak-Suu, Dschergalan, Engiltschek, Kaindy, Karakol und Kuilju.

### Klima
Die Durchschnittstemperatur im Januar beträgt −8 °C in den Tälern und −26 °C in den Bergen. Im Juli schwankt die durchschnittliche Monatstemperatur zwischen +14 °C in den Tälern und 9 °C in den Bergen. Die Mindesttemperatur sinkt im Winter auf bis zu 40 °C unter Null. Die durchschnittlichen Höchsttemperaturen betragen +30 °C in den Tälern und +15 °C in den Bergen. Die Gesamtniederschlagsmenge beträgt in den Tälern 300 bis 400 mm und in den Bergen 500 bis 600 mm. Die Schneeansammlung erreicht in Tälern 40 cm. Die maximal zu erwartende Windgeschwindigkeit (einmal in 20 Jahren) beträgt 34 m/s.

## Bevölkerung
Im Jahr 2021 hatte der Rajon 69.439 Einwohner. Die Bevölkerungsdichte betrug 7,0 Personen pro Quadratkilometer.
Die ethnische Zusammensetzung stellt sich wie folgt dar:
| Ethnie    | Anzahl | Prozentanteil an der Gesamtbevölkerung |
| --------- | ------ | -------------------------------------- |
| Kirgisen  | 56369  | 88,5 %                                 |
| Russen    | 2884   | 4,5 %                                  |
| Kalmücken | 2805   | 4,4 %                                  |
| Kasachen  | 916    | 1,5 %                                  |
| Uiguren   | 201    | 0,3 %                                  |
| Tataren   | 146    | 0,2 %                                  |
| Ukrainer  | 125    | 0,2 %                                  |
| Usbeken   | 110    | 0,2 %                                  |
| Andere    | 130    | 0,2 %                                  |

| Jahr | Einwohner |
| ---- | --------- |
| 1970 | 44.361    |
| 1979 | 50.422    |
| 1989 | 56.889    |
| 1999 | 57.155    |
| 2009 | 63.686    |
| 2021 | 69.439    |

## Gliederung
Der Rajon besteht aus 48 Dörfern in 14 Landgemeinden.
1. Ak-Bulung (Sitz: Ak-Bulung)
2. Ak-Tschij (Sitz: Ak-Tschij)
3. Börü-Basch (Sitz: Börü-Basch)
4. Bos-Utschuk (Sitz: Nowowosnesenowka)
5. Tschelpek (Sitz: Tschelpek)
6. Engiltschek (Sitz: Engilchek)
7. Dschyrgalang (Sitz: Dschyrgalang)
8. Kara-Dschal (Sitz: Tegistschil)
9. Karakol (Sitz: Karakol)
10. Kerege-Tasch (Sitz: Sary-Kamysch), weitere Dörfer: Kerege-Tasch
11. Oktjabr (Sitz: Oktjabrskoje)
12. Otradnoje (Sitz: Otradnoje)
13. Tepke (Sitz: Tepke)
14. Teplokljutschenka(Sitz: Teplokljutschenka)